# دریاچه موهانک
دریاچه موهانک (انگلیسی: Lake Mohonk) دریاچه‌ای در شهرستان اولستر، نیویورک است که در ۲۳ کیلومتری شمال غربی شهر پوکیپسی قرار دارد. در کنار این دریاچه کوچک هتلی تاریخی به نام «موهانک ماونتن هاوس» قرار دارد که امور این دریاچه را برعهده دارد. طول دریاچه موهانک ۸۰۰ متر و عمق آن ۱۸ متر است. ساختمان هتل کنار این دریاچه در قرن نوزدهم میلادی ساخته‌شده‌است.
در سال ۲۰۲۰ سریالی به نام بارگذاری منتشر شد که لوکیشن فیلمبرداری آن دریاچه موهانک، هتل و مناطق اطراف آن بود.

## نگارخانه

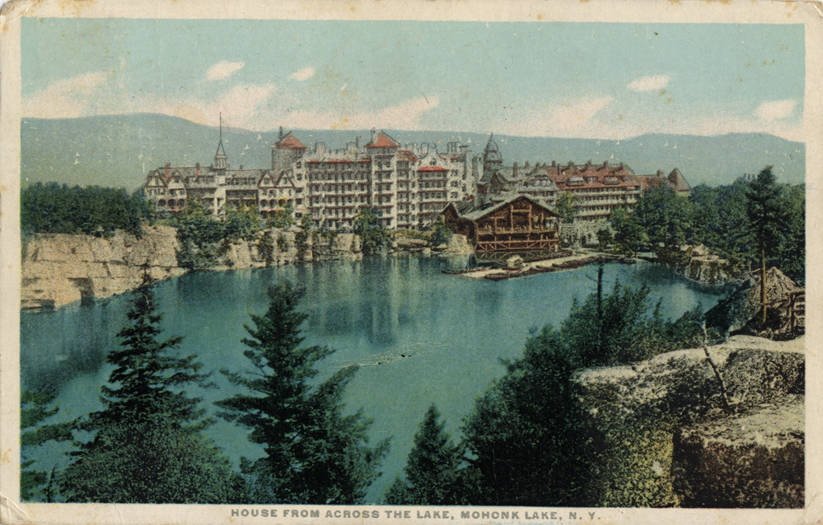
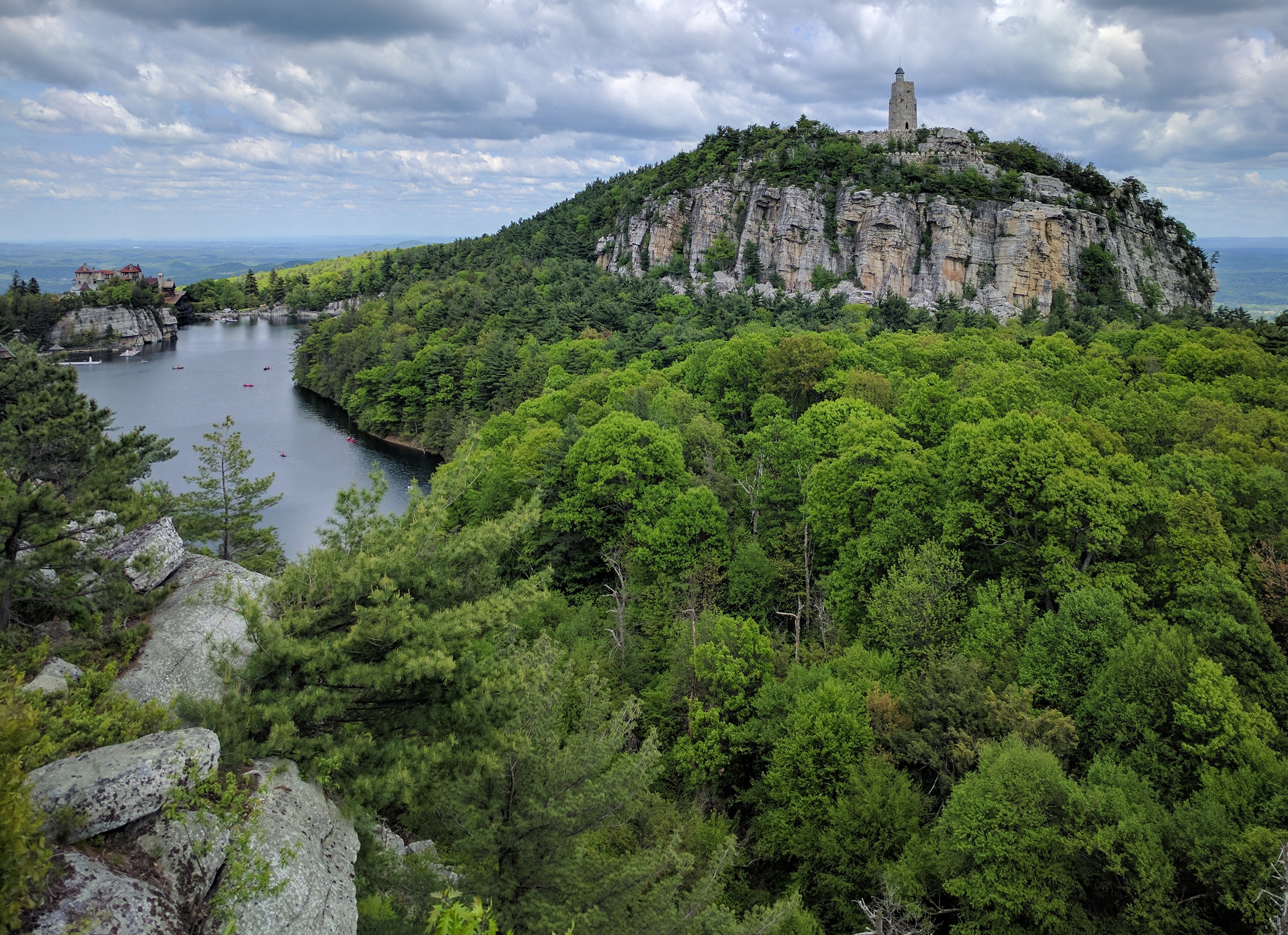
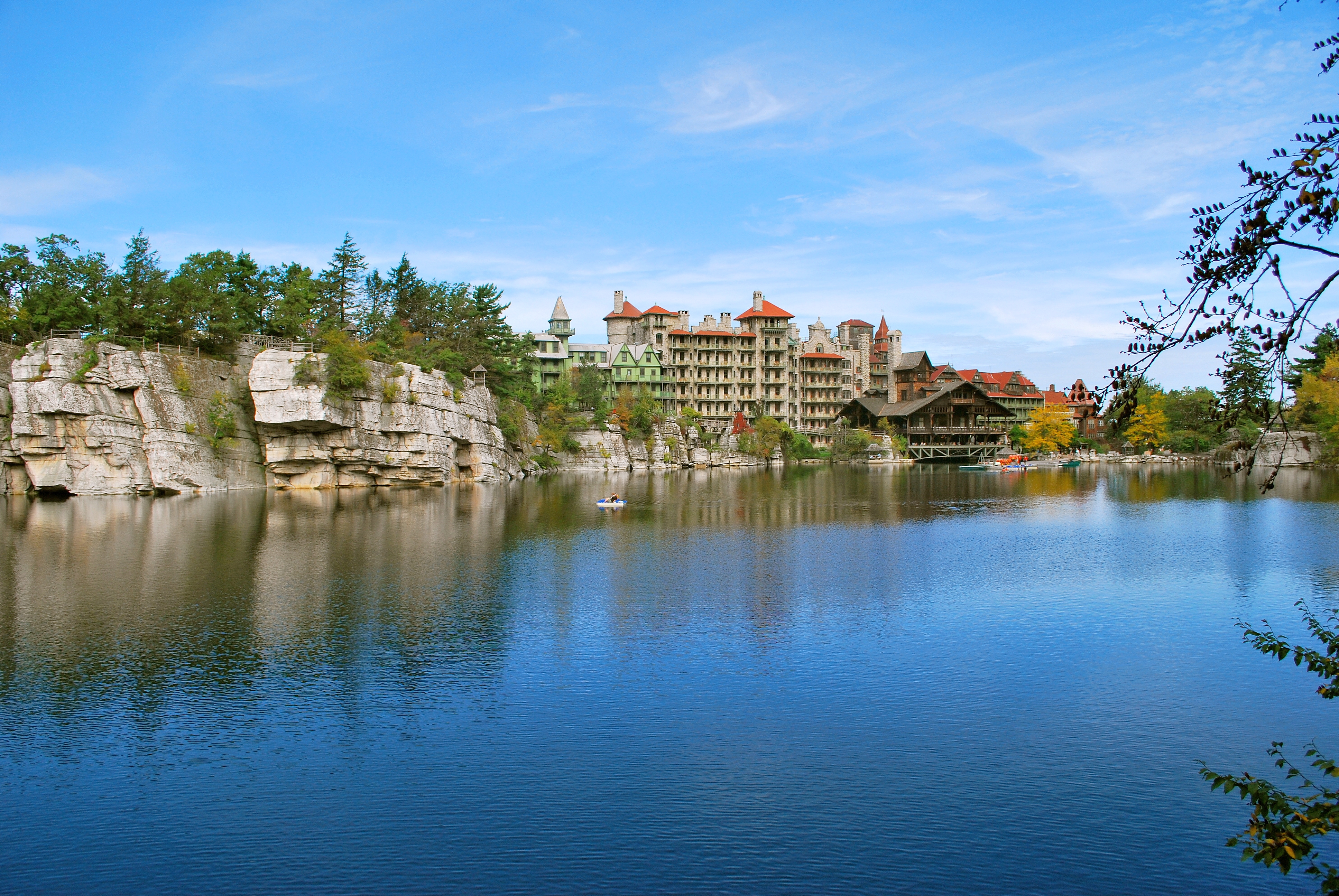
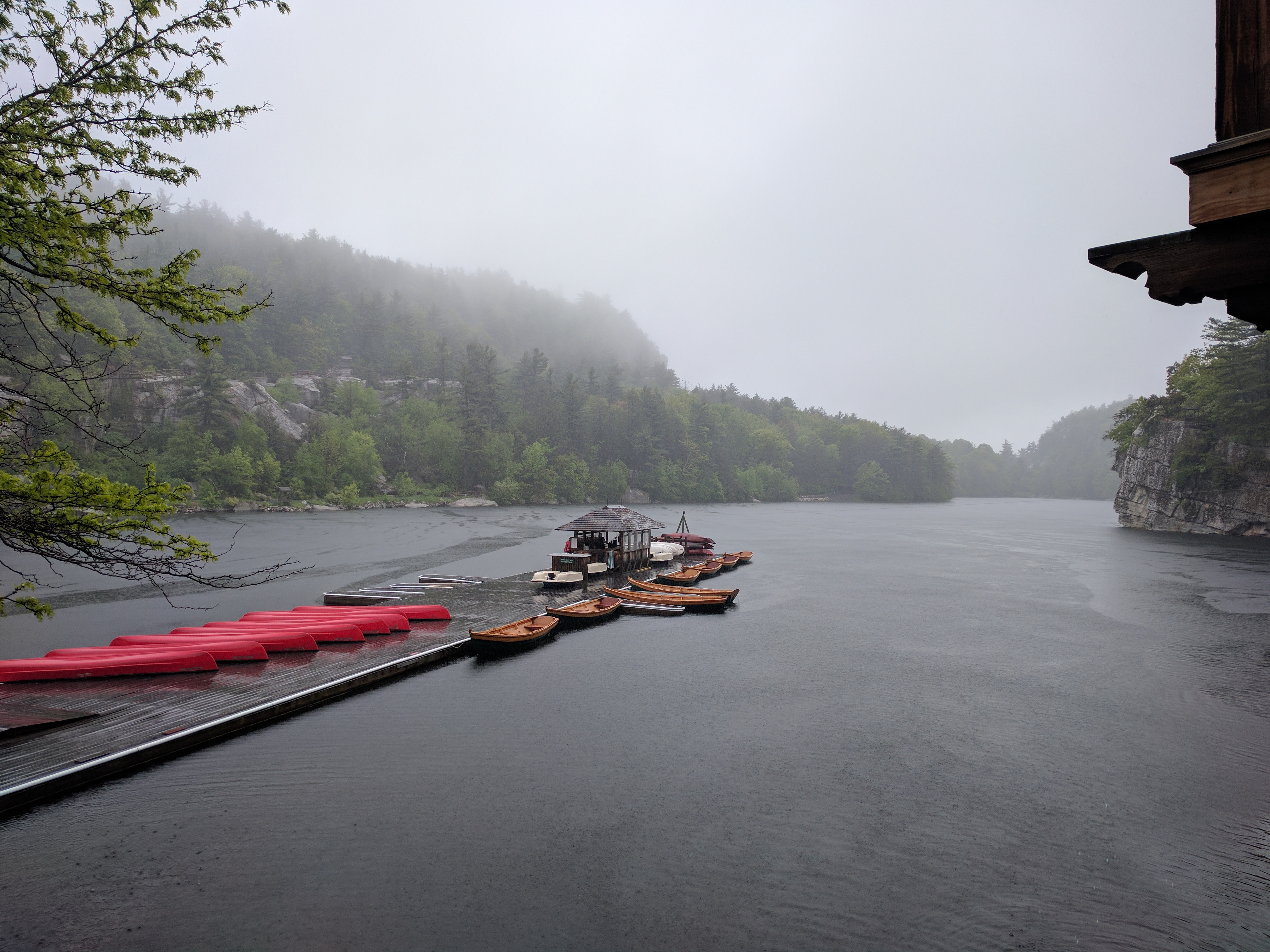